# Armoriale dei comuni della Carelia Settentrionale
Questa pagina contiene le armi (stemma e blasonatura) dei comuni finlandesi appartenenti alla regione della Carelia settentrionale.
|  | Carelia settentrionale di rosso, a due destrocheri affrontati d'argento, quello a destra, corazzato, con la gomitiera d'oro, tenente una spada abbassata d'argento, difesa d'oro, posta in sbarra, quello a sinistra coperto da una cotta di maglia d'argento, tenente una scimitarra dello stesso, difesa d'oro, posta in banda, sormontati da una corona d'oro |

## Comuni e città attuali
| Stemma | Nome del comune e blasonatura |
| ------ | --- |
|        | Eno Hopeakentässä punaisella kolmoisvuorella seisova musta, punakielinen majava, olallaan punavartinen, musta kirves. (d'argento, al monte di tre cime di rosso movente dalla punta, sostenente un castoro ritto di nero, lampassato di rosso, tenente sulle spalle un'ascia di nero manicata di rosso) |
|        | Ilomantsi Puna-mustahalkoisessa kilvessä kolme hopeista viisikielistä kannelta vieretysten; kielet mustia. (partito di rosso e di nero, a tre cetre finlandesi d'argento, cordate di nero di cinque pezzi, una a fianco all'altra)                                                                      |
|        | Joensuu Kilpi kahdesti lohkoinen, ylempänä vallikoro, alempana aaltokoro; kentät punainen, hopeinen ja musta. (trinciato di rosso e di nero, alla banda d'argento ondata inferiormente e superiormente merlata a losanga)                                                                               |
|        | Juuka Punaisessa kentässä hopeinen koivu, jonka norkot kultaiset. (di rosso, alla betulla sradicata d'argento fogliata di dieci pezzi, con quattro infiorescenze d'oro) |
|        | Kesälahti Mustassa kentässä hopeinen aaltokoroinen kärki, jossa kolme viisilehtistä punaista kukkaa asetettuina 1 + 2. (d'argento, a tre cinquefoglie maleordinate di rosso, bottonate dello stesso; mantellato ondato di nero)                                                                         |
|        | Kitee Puna-mustakatkoisessa kilvessä hopeinen ruoriratas. (troncato di rosso e di nero, al timone d'argento attraversante di otto raggi) |
|        | Kontiolahti Hopeisessa kentässä pystyssä karhu olallaan uittohaka, kaikki mustaa, paitsi karhun varukset ja uittohaan varsi punaiset. (d'argento, all'orso ritto di nero, unghiato, lampassato e illuminato di rosso, tenente sulle spalle un arpione di nero manicato di rosso)                        |
|        | Lieksa Punaisessa kentässä tyvestä nouseva käsijousella ampuva mies, karvalakki päässä, kirves vyöllä; kaikki hopeaa. (di rosso, al cacciatore nascente dalla punta, con un berretto di pelliccia, un arco teso e un'ascia alla cintura, il tutto d'argento)                                            |
|        | Liperi Hopeakentässä punainen toistoristi. (d'argento, alla croce ricrociata di rosso) |
|        | Nurmes Punaisessa kentässä kolme hopeista karhukeihäänkärkeä pystyssä vierekkäin. (di rosso, a tre punte di lancia per orso d'argento poste in palo e ordinate in fascia) |
|        | Outokumpu Punaisessa kentässä on kuusikoroinen lakio, jonka alapuolella kuparinmerkki; kaikki kultaa. (di rosso, al simbolo del rame d'oro; al capo d'oro dalla linea di partizione ad abete) |
|        | Polvijärvi Hopeakentässä punainen polviorsi, jossa kolme hopeista, lentävää hanhea hirsittäin (d'argento, allo scaglione di rosso, caricato da tre oche volanti del campo) |
|        | Pyhäselkä Punaisessa kentässä viisi hopeista vesilehvää asetettuina 1+3+1. (di rosso, a cinque foglie di ninfea rovesciate d'argento ordinate in croce) |
|        | Rääkkylä Punaisessa kentässä kaksi mustaa kekälettä ristikkäin, liekit hopeaa. (di rosso, a due tronchi contranoderosi di nero posti in decusse, bordati di fiamme d'argento) |
|        | Tohmajärvi Hopeakentässä musta alasin, josta nousee punainen lieska. (d'argento, all'incudine di nero da cui nasce una fiamma di rosso) |
|        | Valtimo Punaisessa kentässä hopeinen kultavaruksinen susi pystyssä, saatteena seitsemän kultarahaa järjestettyinä 2+2+2+1. (di rosso, al lupo rampante d'argento, armato d'oro, accompagnato da sette bisanti posti in orlo 2, 2, 2 e 1)                                                                |

## Municipalità disciolte e vecchie blasonature
| Stemma | Nome del comune e blasonatura |
| ------ | --- |
|        | Kiihtelysvaara Mustassa kentässä neljä hopeista oravannahkaa vieretysten (di nero, a quattro pellicce di scoiattolo d'argento ordinate in fascia) |
|        | Nurmeksen maalaiskunta Puna-mustahalkoisessa kilvessä hopeamänty, jossa kaksi kultakäpyä (partito di rosso e di nero, al pino sradicato d'argento, attraversante sulla partizione, fruttato di due pigne d'oro) |
|        | Pielisjärvi Kultaisessa kentässä musta palokärki, jonka päälaki ja kynnet punaiset, kentän oikea pieli musta (d'oro, al picchio di nero, crestato e unghiato di rosso; addestrato di nero) |
|        | Tohmajärvi (dal 1953 al 2004) Musta-punahalkoisessa kilvessä hopeinen koivunoksa paaluittain (partito di nero e di rosso, al ramo di betulla d'argento, fogliato di tre pezzi, attraversante sulla partizione) |
|        | Tuupovaara Mustassa kentässä tuohitorvea puhaltava, nouseva, hopeinen paimenpoika; tuohitorvi, kontti ja puukko kultaiset, kädet ja kasvot luonnonvärisiä. (di nero, al pastore di carnagione, capelluto e vestito d'argento, nascente dalla punta, con zaino e coltello a cintura d'oro, che soffia in un corno di corteccia di betulla tenendolo con entrambe le mani) |
|        | Värtsilä Hopeakentässä musta alasin, josta nousee punainen lieska. (d'argento, all'incudine di nero da cui nasce una fiamma di rosso) |